# 10373 MacRobert
10373 MacRobert (1996 ER) là một tiểu hành tinh vành đai chính được phát hiện ngày 14 tháng 3 năm 1996 bởi D. di Cicco ở Sudbury, Massachusetts. Nó được đặt theo tên Alan MacRobert.